# Wojciech Fraś

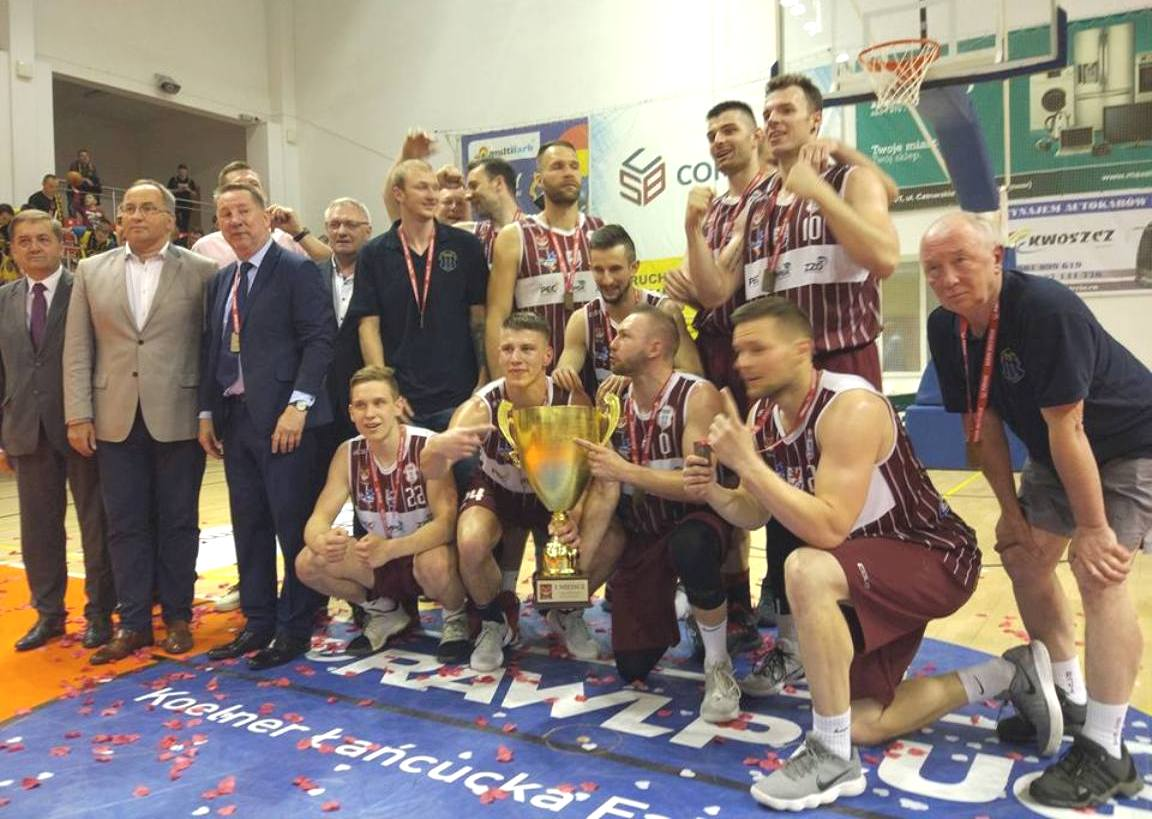
Awans do ekstraklasy (17.05.2018)

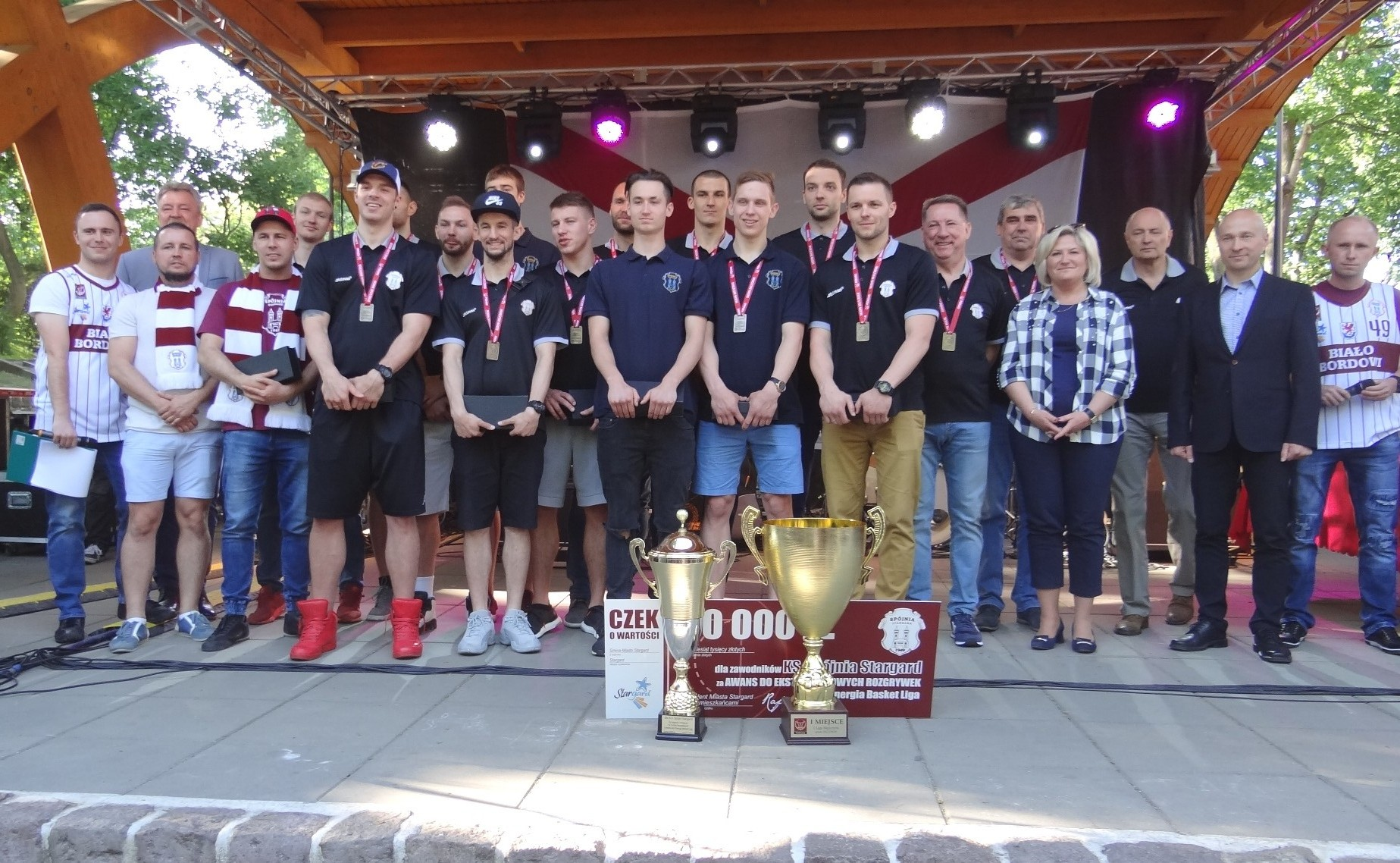
Wojciech Fraś z zespołem po awansie do ekstraklasy (19.05.2018)

Wojciech Fraś (ur. 25 stycznia 1991) – polski koszykarz, wychowanek Korony Kraków, koszykarz Wisły w latach 2008–2009, reprezentant juniorskich drużyn Polski, występujący na pozycji silnego skrzydłowego/środkowego, obecnie zawodnik Enea Basket Poznań.

## Życiorys
Wojciech Fraś jest wychowankiem Korony Kraków, koszykarz Wisły w latach 2008-2009 w rozgrywkach drugiej ligi z trenerem Marcinem Kękusiem. Od 2009 grał w I ligowym Elektrobud-Investment Znicz Basket Pruszków w rozgrywkach 1 ligi, gdzie w tym klubie był do 2011.
W sezonie 2011/2012 zadebiutował w Trefl II Sopot (2LM), następnie w tym samym sezonie zagrał w pierwszym zespole tego klubu w rozgrywkach TBL. W sezonie 2012/2013 zadebiutował w Polpharmie Starogard Gdański w rozgrywkach TBL grając w trzech meczach. Potem przeszedł do Franz Astori Bydgoszcz (1LM), gdzie grał w sezonie 2012/2013.
W sezonie 2013/2014 zadebiutował w MOSiR PBS Bank KHS Krosno w rozgrywkach 1 ligi. W tym samym roku przeniósł się do Gliwic, gdzie dalszą karierę koszykarską rozpoczął w GTK Fluor Gliwice (1LM) i grał w tym klubie do 2016.
W sezonie 2016/2017 zadebiutował w Stargardzie w Spójni Stargard, z trenerem Krzysztofem Koziorowiczem. W maju 2017 podpisał kontrakt na kolejny sezon w Spójni Stargard, z którą w maju 2018 wszedł do ekstraklasy i znalazł się w składzie tego zespołu na sezon 2018/2019.
W stargardzkim klubie rozegrał w rozgrywkach I ligowych 78 spotkań, zdobył 188 punktów w sezonie 2016/2017, 421 punktów w sezonie 2017/2018, 71 punktów w sezonie 2018/2019, razem dla stargardzkiej drużyny uzyskał 680 punktów. W sumie w całej karierze rozegrał 291 spotkań, grał w ośmiu klubach zdobywając 2348 punktów ze średnią 12,39 na mecz.

## Osiągnięcia
Stan na 23 maja 2021, na podstawie, o ile nie zaznaczono inaczej.
Drużynowe
- Mistrz:
  - I ligi ze Spójnią Stargard (2018 – awans do EBL)
  - Akademicki Polski z AWF-em Katowice (2015)
  - Polski U-18 (2009)
- Wicemistrz:
  - Polski z Treflem Sopot (2012)
  - I ligi z Czarnymi Słupsk (2020)
- Brązowy medalista I ligi:
  - z Sokołem Łańcut (2021)[7]
  - z MOSIR-em Krosno (2013)
  - ze Spójnią Stargard (2017)

Indywidualne
- Zaliczony do I składu najlepszych zawodników mistrzostw Polski U–18 (2009)
- Lider I ligi w zbiórkach (2016)

Reprezentacja
- Mistrz Europy U-16 dywizji B (2007)
- Wicemistrz Europy U–18 dywizji B (2009)
- Brązowy medalista mistrzostw Europy dywizji B U–18 (2008)
- Uczestnik mistrzostw Europy U–20 dywizji B (2011 – 9. miejsce)